# Strange Phenomena
«Strange Phenomena» (с англ. — «Странные явления») — песня британской певицы и композитора Кейт Буш, посвящённая дежавю, синхроничности и многозначительным совпадениям. Шестой и последний сингл из дебютного альбома Буш The Kick Inside, эксклюзивно выпущенный в Бразилии 1 июня 1979 года.
Строка «каждой девушке знакома пунктуальная печаль» (англ. every girl knows about the punctual blues) дала повод критику The Guardian охарактеризовать песню как «откровенный пеан менструации» (англ. a frank paean to menstruation).
На стороне «Б» была представлена песня «Wow» — третий трек из второго студийного альбома Кейт Буш Lionheart (единственное издание «Wow» на би-сайде официального сингла).
Сингл был выпущен на скорости 33⅓ оборота в минуту, традиционной для бразильских и аргентинских малоформатных релизов.
Параллельно с основным синглом композиция была издана на стороне «Б» бразильского мини-альбома Кейт Буш Wow.

## Список композиций
Автор слов и музыки всех песен — Кейт Буш.
7" винил
1. «Strange Phenomena» — 2:58
2. «Wow» (сингл-версия) — 3:41

## Участники записи
- Кейт Буш — вокал
- Данкан Макэй — синтезатор
- Эндрю Пауэлл — электропиано
- Дэвид Пейтон[англ.] — бас-гитара
- Моррис Перт[англ.] — перкуссия
- Стюарт Эллиотт — ударные